# Ueis
Uès o àdhuc Ueis (en francès Huez) és un municipi francès situat al departament de la Isèra i a la regió d'Alvèrnia-Roine-Alps. L'any 2007 tenia 1.312 habitants.

## Demografia

### Població
El 2007 la població de fet d'Oès era de 1.312 persones. Hi havia 590 famílies de les quals 222 eren unipersonals (131 homes vivint sols i 91 dones vivint soles), 142 parelles sense fills, 182 parelles amb fills i 44 famílies monoparentals amb fills.
La població ha evolucionat segons el següent gràfic:
Habitants censats

### Habitatges
El 2007 hi havia 6.020 habitatges, 610 eren l'habitatge principal de la família, 5.368 eren segones residències i 41 estaven desocupats. 306 eren cases i 5.629 eren apartaments. Dels 610 habitatges principals, 300 estaven ocupats pels seus propietaris, 251 estaven llogats i ocupats pels llogaters i 59 estaven cedits a títol gratuït; 85 tenien una cambra, 139 en tenien dues, 177 en tenien tres, 138 en tenien quatre i 70 en tenien cinc o més. 308 habitatges disposaven pel capbaix d'una plaça de pàrquing. A 347 habitatges hi havia un automòbil i a 202 n'hi havia dos o més.

### Piràmide de població
La piràmide de població per edats i sexe el 2009 era:
| Homes | Edats   | Dones |
| ----- | ------- | ----- |
| 4     | 95 o +  | 0     |
| 0     | 90 a 94 | 0     |
| 8     | 85 a 89 | 0     |
| 4     | 80 a 84 | 16    |
| 20    | 75 a 79 | 8     |
| 16    | 70 a 74 | 8     |
| 20    | 65 a 69 | 16    |
| 28    | 60 a 64 | 28    |
| 44    | 55 a 59 | 16    |
| 40    | 50 a 54 | 52    |
| 60    | 45 a 49 | 48    |
| 68    | 40 a 44 | 52    |
| 84    | 35 a 39 | 60    |
| 112   | 30 a 34 | 84    |
| 160   | 25 a 29 | 88    |
| 100   | 20 a 24 | 92    |
| 52    | 15 a 19 | 20    |
| 20    | 10 a 14 | 48    |
| 64    | 5 a 9   | 4     |
| 72    | 0 a 4   | 36    |

## Economia
El 2007 la població en edat de treballar era de 932 persones, 812 eren actives i 120 eren inactives. De les 812 persones actives 796 estaven ocupades (426 homes i 370 dones) i 16 estaven aturades (8 homes i 8 dones). De les 120 persones inactives 33 estaven jubilades, 47 estaven estudiant i 40 estaven classificades com a «altres inactius».

### Ingressos
El 2009 a Huez hi havia 614 unitats fiscals que integraven 1.317 persones, la mediana anual d'ingressos fiscals per persona era de 19.530 €.

### Activitats econòmiques
Dels 691 establiments que hi havia el 2007, 1 era d'una empresa alimentària, 4 d'empreses de fabricació d'altres productes industrials, 21 d'empreses de construcció, 103 d'empreses de comerç i reparació d'automòbils, 6 d'empreses de transport, 149 d'empreses d'hostatgeria i restauració, 7 d'empreses d'informació i comunicació, 8 d'empreses financeres, 55 d'empreses immobiliàries, 25 d'empreses de serveis, 293 d'entitats de l'administració pública i 19 d'empreses classificades com a «altres activitats de serveis».
Dels 112 establiments de servei als particulars que hi havia el 2009, 1 era una oficina de correu, 4 oficines bancàries, 2 tallers de reparació d'automòbils i de material agrícola, 5 paletes, 5 fusteries, 2 lampisteries, 1 electricista, 2 empreses de construcció, 3 perruqueries, 75 restaurants, 9 agències immobiliàries, 2 tintoreries i 1 saló de bellesa.
Dels 84 establiments comercials que hi havia el 2009, 1 era un supermercat, 3 botigues de més de 120 m², 7 botiges de menys de 120 m², 6 fleques, 2 carnisseries, 3 llibreries, 16 botigues de roba, 2 botigues d'equipament de la llar, 2 botigues de mobles, 41 botigues de material esportiu i 1 un drogueria.

## Equipaments sanitaris i escolars
Els 2 equipaments sanitaris que hi havia el 2009 eren farmàcies.
El 2009 hi havia una escola elemental.

## Poblacions més properes
El següent diagrama mostra les poblacions més properes.